# ファーティマ朝のエジプト侵攻 (919年-921年)
919年から921年にかけて起こったファーティマ朝のエジプト侵攻（ファーティマちょうのエジプトしんこう）は、失敗に終わった914年から915年にかけての最初の侵攻に続くエジプト征服を目標としたファーティマ朝による2度目の軍事侵攻である。この遠征は最初の遠征時と同様にファーティマ朝のカリフの後継者に指名されていたアル＝カーイム・ビ＝アムル・アッラーフが指揮を執った。
最初の侵攻時と同様にファーティマ朝の軍隊は容易にアレクサンドリアの占領に成功した。その一方でエジプトの首府であるフスタートを守るアッバース朝の守備隊は俸給の不足による戦意の低下によって弱体化していたが、カーイムは914年の侵攻時のようにこの状況を利用してフスタートへの即時攻撃に出ることはなかった。920年3月にはタルスースから派遣されたアッバース朝の艦隊がファーティマ朝の艦隊を壊滅させ、さらにバグダードからムウニス・アル＝ハーディムに率いられたアッバース朝の援軍がフスタートに到着した。これに対してファーティマ朝軍は920年の夏にファイユーム・オアシスを占領し、921年の春には上エジプトの大部分を支配下に収めたが、ムウニスはファーティマ朝の軍隊との表立った対立を避けてフスタートに留まった。その間、両者は外交戦と宣伝戦を繰り広げ、特にファーティマ朝側はイスラーム教徒の民衆の支持を取り付けようとしたものの、この試みは成功しなかった。そして921年の5月か6月にアッバース朝の艦隊がアレクサンドリアを奪回したことでファーティマ朝の遠征は事実上失敗に終わった。その後アッバース朝軍がファイユームに進軍すると、カーイムはファイユームを放棄して砂漠から西方へ逃れることを余儀なくされた。
ファーティマ朝は二度目の遠征の失敗後も数度にわたってエジプトを攻撃したものの、本格的な侵攻は何年ものあいだ実行に移されることはなかった。それでもなお、その後の数十年の間にアッバース朝が衰退した一方でファーティマ朝は国力を蓄えることに成功し、969年に実行された大規模な遠征によってほとんど抵抗を受けることなくエジプトの征服に成功した。

## 背景
ファーティマ朝は北アフリカのイフリーキヤにおいてベルベル人のクターマ族から協力を得てアグラブ朝の支配を打倒し、909年に政権を樹立した。アッバース朝の西端における地方政権として留まることに甘んじていたアグラブ朝とは対照的に、ファーティマ朝はイスラーム世界の統一を主張した。イスラーム教シーア派の一派であるイスマーイール派の指導者であり、イスラームの開祖ムハンマドの娘でアリー・ブン・アビー・ターリブの妻であるファーティマの子孫を主張していたファーティマ朝の支配者たちは、スンニ派のアッバース朝を簒奪者とみなし、アッバース朝の支配を打倒してその地位を奪うことを目標としていた。初代のファーティマ朝の支配者となったウバイドゥッラーは、910年初頭にアブドゥッラー・アル＝マフディー・ビッラーフと名乗り、自らをイマームでありカリフであると宣言した。
このような王朝の理念に従い、ファーティマ朝はイフリーキヤにおける支配の確立に続く次の目標を、シリアと敵対勢力のアッバース朝の本拠地であるイラクへ続く途上に位置するエジプトに定めた。914年から915年にかけて、カリフのマフディーの後継者に指名されていたアル＝カーイム・ビ＝アムル・アッラーフが最初の侵攻を率い、キレナイカ、アレクサンドリア、そしてファイユーム・オアシスを占領したものの、エジプトの首府であるフスタートの占領には失敗した。シリアとイラクからムウニス・アル＝ハーディムの率いる援軍が到着するとカーイムはイフリーキヤに撤退し、その結果キレナイカの支配も失った。

### キレナイカの奪回
この失敗にもかかわらず、ファーティマ朝はすぐさまキレナイカの奪還を最初の目標とするエジプトへの再侵攻の計画を立て始めた。そして917年4月には18か月に及ぶ包囲戦の末にキレナイカの首府であるバルカを降伏させ、最初の目標を達成した。バルカの住民に対する処罰は厳しく、多くの住民が大挙してアレクサンドリアへ逃れた。アッバース朝のエジプト総督であったズカー・アッ＝ルーミーはアレクサンドリアの守備隊を増強した。
エジプトでは9世紀初頭以降バグダードからの支配に反発するようになっていたため、ファーティマ朝は確実に同調者の確保に成功していた。ズカーはファーティマ朝のカリフであるマフディーやその息子のカーイムと連絡を取り合っていた何人かの人々を処刑しなければならなかった。

## エジプトへの侵攻
919年4月5日に再びカーイムが軍隊を率いてラッカーダを出発し、エジプトの征服に向けた二度目の遠征が始まった。

### アレクサンドリアの占領とギーザの要塞化

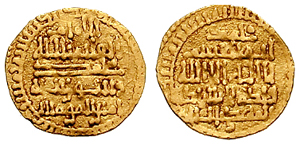
934年から946年にかけてファーティマ朝のカリフであったアル＝カーイム・ビ＝アムル・アッラーフのディナール金貨。カーイムは父親の後継者として、初期のファーティマ朝による二度のエジプトへの侵攻を指揮した。

ファーティマ朝軍の前衛部隊が919年7月9日にアレクサンドリアの前に到着し、カーイムの率いる本隊は9月から10月の間に到着した。アレクサンドリアの知事であったズカーの息子のムザッファルは、919年7月のファーティマ朝の遠征軍の到来に驚き、側近や多くの住民とともに戦わずして逃亡した。アレクサンドリアはかつて一度ファーティマ朝の統治権を受け入れていたために、即座にこの逃亡は反乱を起こしたものとみなされ、都市はファーティマ朝の軍隊による略奪を受けた。
ズカー・アッ＝ルーミーの状況は危機的であった。前回のファーティマ朝の侵攻時にはフスタートの住民の大部分は都市を守る努力を支援するべく都市に留まり、戦闘のために武装していたが、今回はパニックが広がり、資産を持つ人々はエジプトを離れてシリアに逃れた。さらに守備隊は俸給の不足によって戦意を欠いており、実際に多くの将校が自身の部隊とともにパレスチナへ逃亡した。
914年の時と同様に、ズカーは少数となった部隊をフスタートからナイル川を挟んで対岸に位置し、ローダ島とフスタートを結ぶ舟橋が架かっていたギーザに集中させた。そして橋頭堡の防備を強化し、自軍のために砦と要塞化された陣地を築いた。そしてその直後には新しいエジプトの財務長官であるアル＝フサイン・アル＝マーザラーイーが未払いとなっていた俸給を常備軍へ支払うのに十分な資金を携えて到着した。しかしながらズカーは8月11日に死去し、後任としてズカーの前任者であったタキーン・アル＝ハザリーが再びエジプト総督に任命された。タキーンがフスタートに到着したのは920年1月になってからであったが、着任後すぐにギーザの陣地の周囲へ二つ目の掘を築くように命じた。

### アッバース朝の反撃と海戦での勝利
一方でファーティマ朝軍を率いるカーイムは、かつてのトゥールーン朝のワズィール（宰相）であるアブー・バクル・ムハンマド・ブン・アリー・アル＝マーザラーイーをはじめとする何人かの要人と連絡を取り合っていたにもかかわらず、914年の時とは異なり、フスタートの駐屯地の弱点を突いてギーザを襲撃するような動きは見せなかった。また、その年の残りの期間は増援部隊の到着が続いていたためにアレクサンドリアに留まり続けた。これらの援軍の中には宦官のスライマーンが率いる80隻のファーティマ朝の艦隊も含まれていた。
アッバース朝の宮廷もファーティマ朝の侵攻の報を受けて軍隊を動員した。最初の侵攻の時と同様にムウニス・アル＝ハーディムが軍の総司令官となり、ムウニスは920年2月23日にバグダードを発った。
その他のアッバース朝の対応として、サマル・アッ＝ドゥラフィーの統率するタルスースの艦隊にエジプトへの出航が命じられたが、この艦隊はエジプトの防衛に重要な役割を果たすことになった。サマルはギリシアの火を積み込んだ25隻の艦隊を率いてエジプトに到着すると、ファーティマ朝の艦隊がナイル川のロゼッタの支流に侵入する試みを阻止しようとした。サマルの艦隊は3月12日にアブキール付近で風に煽られて岸辺へ流されたファーティマ朝の艦隊に圧倒的な勝利を収めた。大半のファーティマ朝の船員は殺されるか捕らえられ、捕虜はナイル川沿いのアル＝マクスに連行された。タキーンはそこでほとんどの一般の船員を解放したが、一方で提督のスライマーンと117人の将校はフスタートの周辺で見せしめに引き回され、さらにおよそ700人のクターマ族と黒人の近衛兵（Zawila）が暴徒へ引き渡されてリンチにかけられた。
ムウニスは5月25日にフスタートに到着し、3,000人の兵を率いてギーザに陣を構えた。さらに北へはムハンマド・ブン・トゥグジュが守るナイルデルタ北西部のダマンフールまで分遣隊を派遣し、同様に予想されたファーティマ朝軍による上エジプトへの侵入を防ぐために南方にも分遣隊を派遣した。

### ファーティマ朝によるファイユームと上エジプトの占領と膠着状態
カーイムはアレクサンドリアで物資の調達に追われる状況となり、その結果として914年の時と同じ戦略の採用を決めた。そして7月30日にアレクサンドリアを発ち、ギーザを迂回して食糧と活動拠点を確保することができる肥沃なファイユーム・オアシスを占領した。そこでカーイムはエジプトの正当な支配者であるかのように振る舞い、前回の侵攻時と同様に住民からの徴税を始めた。
アレクサンドリアには指揮官としてファトフ・ブン・タアラバを残し、サマルの艦隊による攻撃から都市の港を守るために多数のカタパルト（manjanīqとʿarrāda）を作るように命じた。しかし、ムウニスはこれらの動きに対抗しなかった。これはムウニスの軍勢にはファーティマ朝の軍勢に野戦を挑むだけの十分な能力がなく、兵士に俸給を支払うことも困難な状況に直面していたからである。さらに、ムウニスが上エジプトに派遣していた軍司令官が921年の春に死去すると、クターマ族はコプト教の主教座があるアル＝ウシュムーニーヤに至るまでの上エジプト全域を易々と占拠した。これによってカーイムの徴税対象地域が拡大しただけでなく、占領した地域からフスタートに向かう穀物の供給も断ち切った。

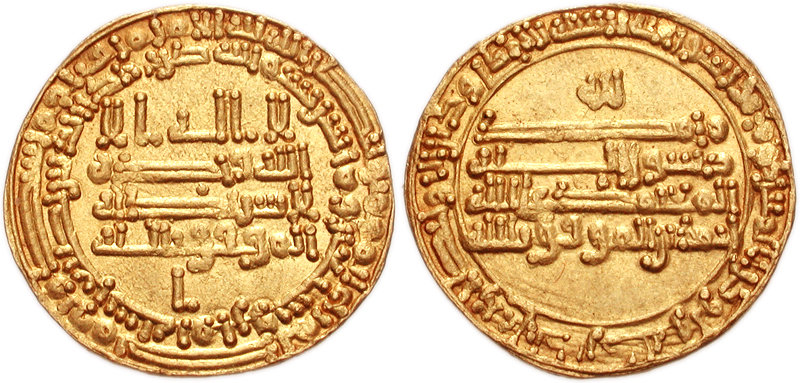
アッバース朝のカリフのムクタディル（在位：908年 - 932年）のディナール金貨

両者は丸一年のあいだ表立った対立を避け、実力行使よりも外交戦と宣伝戦を繰り広げた。ムウニスはカーイムがアッバース朝のカリフに服従するのであれば、安全保障（amān）を認め、ファーティマ朝をかつてのアグラブ朝のようにイフリーキヤの自治権を有する支配者として承認すると提案した。 これに対してカーイムは、イスラームの開祖ムハンマドの正当な後継者として普遍的な支配権を有するとするファーティマ朝の従来からの主張を繰り返した手紙の中でこの提案を拒否した。また、フスタートの住民に「西方の住民」を見習って正当なファーティマ朝のダーワ（宣教）に従うように強く勧める長編詩の断片も残されている。ムウニスはこの詩の写しをバグダードへ送り、そこで学者のアブー・バクル・アッ＝スーリーは詩に対する返答を作成するように求められた。このファーティマ朝の主張に対するスーリーの当意即妙な反論は大いに成功したと認められ、アッバース朝のカリフのムクタディルはスーリーに10,000ディナールの報奨金を与えた。
カーイムはムハンマド・アル＝マーザラーイーとの書簡のやり取りも続けており、マーザラーイーからはフスタートの守備隊の弱点について知らされていたが、一方でアッバース朝の新しい援軍が到着するまで攻撃を遅らせようとする裏表のある駆け引きが行われていた可能性もある。これと並行してカーイムはイスラーム世界全体の支配権を有するとするファーティマ朝の主張を認めるように訴える書簡をイスラームの二つの聖地であるメッカとマディーナへ送ったが、カーイムの主張は無視された。

### アッバース朝によるアレクサンドリアとファイユームの奪回とカーイムの撤退
しかし、921年の春の終わりにはついにサマルが艦隊を率いてナイル川を下り、アレクサンドリアへ向かった。一方でムウニスは配下の将軍の一人をファイユームへの攻撃のために派遣した。アッバース朝軍は921年の5月か6月にクターマ族の守備隊から比較的容易にアレクサンドリアを奪回し、守備隊は都市に多くの物資や装備を残していった。サマルは都市の住民をロゼッタへ退避させ、自身の艦隊もその後に続いた。
6月28日にムウニスとタキーンはサマルの艦隊とともに全軍でファイユームへの攻撃に向けて出発した。アッバース朝の陸軍と艦隊は協同してラーフーンに位置するファイユームとナイル川を結ぶ唯一の分岐地点を封鎖し、オアシスにいるカーイムとその軍隊を他の地域から孤立させた。そしてアッバース朝軍がオアシスへ進軍を始めると、7月8日にカーイムは撤退を命じた。重装備はすべて残していき、砂漠を抜けてバルカへ続く海岸沿いの道を目指したものの、多くの者が命を落とす過酷な行軍となった。

## 戦争後の経過
二度にわたるエジプト侵攻の失敗はファーティマ朝に大きな困惑をもたらした。ファーティマ朝の弁明者たちは、この失敗を神に導かれた王朝のための神の計画の一部として説明しようとした。断片的な形で残る書物の『スィラート・アル＝イマーム・アル＝マフディー』は、カーイムが「敗北することなく」帰還したと主張しているが、一方で10世紀後半における最も重要なファーティマ朝の代弁者であったアル＝カーディー・アル＝ヌウマーンは、カリフのマフディーは神の予知能力を持っており、息子が敗北することを知っていたが、ファーティマ朝の意図を公にするとともにジハードを遂行する熱意を証明し、王朝のダーワを広めるためにはこの作戦が必要であったと主張した。
ファーティマ朝はその後の数年にわたってバルカからエジプトに対する攻撃を続けた。922年と928年にはアレクサンドリアから西へ約60キロメートルに位置するダート・アル＝ヒマームでファーティマ朝軍とアッバース朝軍が戦った。また、923年には別のファーティマ朝軍の指揮官が西部砂漠のオアシスの一つ（ダフラ・オアシスと考えられている）を襲撃して破壊したが、病気の蔓延によって撤退を強いられた。
しかしながら、935年にエジプトの軍閥間の内紛に短期間介入した以外は、ファーティマ朝による本格的なエジプト征服の試みは何年にもわたって行われなかった。再び大規模な侵攻が実行に移されたのは、勢力の均衡がファーティマ朝に有利な方向へ大きく傾いていた969年のことである。この頃までにアッバース朝は官僚、宮廷、軍部間の対立による絶え間ない権力争いで弱体化し、野心を持つ地方の統治者によって遠隔地を奪われ、カリフはブワイフ朝の無力な傀儡と化したことで政治的な実体を失っていた。その一方でファーティマ朝は国力を増してはるかに多くの富を抱えるようになり、同時に規律のある大規模な軍隊を保有するようになっていた。そして969年の侵攻ではほとんど抵抗を受けることなくエジプトの征服に成功した。972年にファーティマ朝は宮廷をエジプトに移し、フスタートの北に新しい首都であるカイロを建設した。